# Воронцов, Семён Иванович
Семён Иванович Воронцов — дворянин, воевода и боярин на службе у Московских князей Ивана III и Василия III.

## Происхождение и семья
Один из представителей дворянского рода Воронцовых. Потомок в VIII поколении от боярина Протасия Фёдоровича, общего предка Воронцовых и Вельяминовых. Единственный сын Ивана Никитича Воронцова. Имел четырёх сыновей Михаила, Дмитрия, Ивана-Фоку и Фёдора и дочь Евдокию, выданную за А. М. Кутузова-Клеопина.

## Служба при Иване III
В 1490 г. служил воеводой в Можайске. В 1494 и 1496 годах был вторым воеводой в Туле. В 1501 году воевода в Стародубе. В 1502 году, как четвёртый воевода большого полка, участвовал в походе против литовцев на Мстиславль. В 1504 году получил боярство. В 1505 году c началом русско-казанской войны послан в Муром с полком левой руки.

## Служба при Василии III
В 1506 году участвовал в неудачном походе на Казань. В 1513 году был полковым воеводой в Туле. В 1514 году во время похода Василия III на Смоленск был оставлен на реке Угре для защиты от нападения со стороны крымского ханства. В 1518 году командовал войсками в Серпухове. Вскоре после этого умер.